# ابوعلی بلعمی

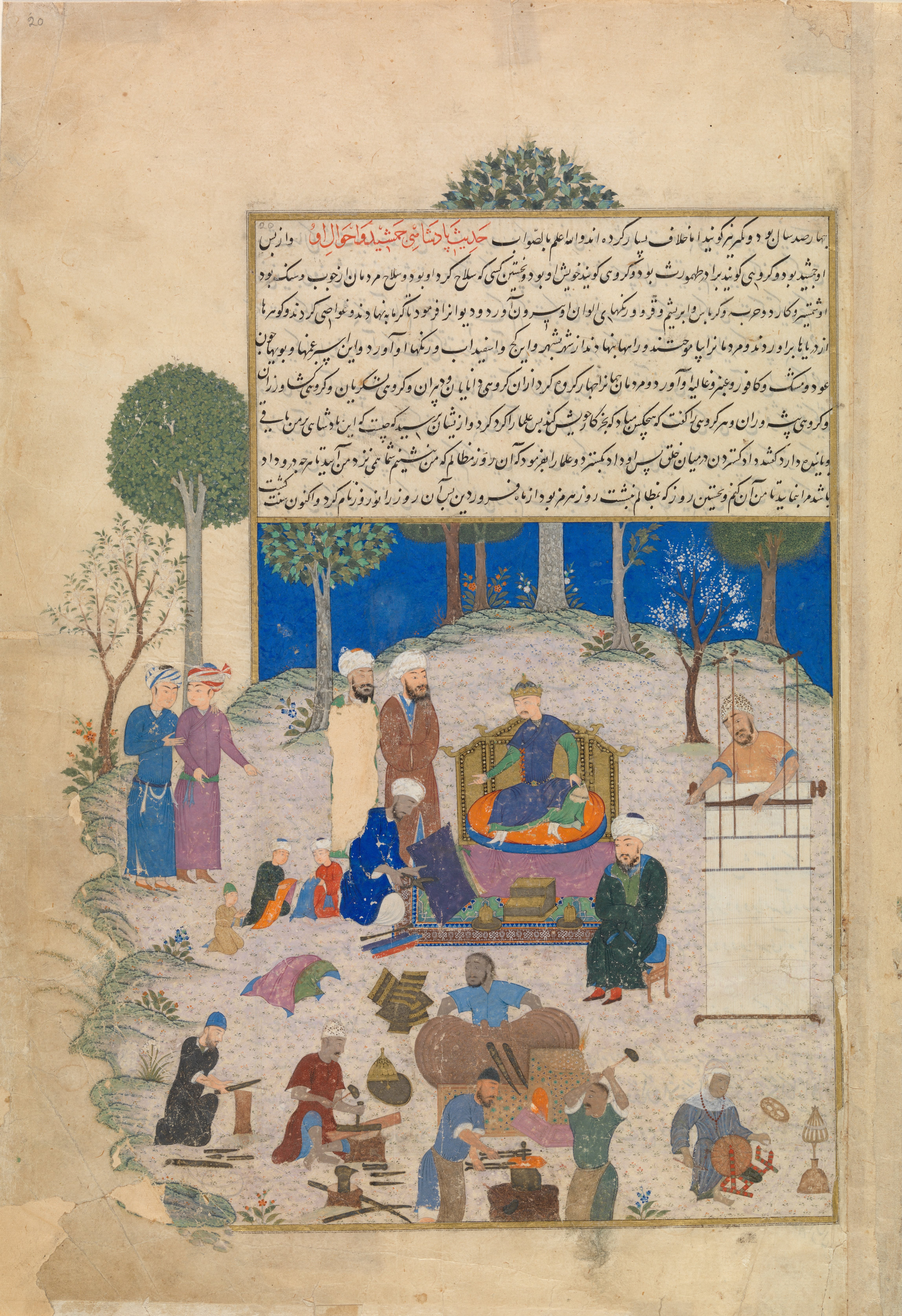
جمشید در حال یاد دادن ساخت و ساز به مردم از کتاب تاریخ بلعمی

ابو علی بلعمی وزیر سرشناس عبدالملک بن نوح و منصور بن نوح سامانی در سده ۴ هجری بود. پدر او ابوالفضل بلعمی نیز پیش از وی وزیر دیگر فرمانروایان سامانی بود. درگذشت او را در سال ۳۶۳ قمری/۳۵۳ خورشیدی نوشته‌اند.(قرن چهارم)
ترجمه‌ی تاریخ طبری‌و‌ تالیف آن به زبان فارسی از آثار اوست همچنین  او از خانواده سامانی بود و با سختگیری های پدرش بسیار مواجه می‌شد 

## تاریخ بلعمی
ابو علی محمد به فرمان منصور بن نوح به ترجمهٔ کتاب بزرگ تاریخ طبری پرداخت. وی برای این کار از چند تن از دانشمندان ماوراءالنهر یاری گرفت. این کتاب امروزه در دسترس است و به نام تاریخ بلعمی یا تاریخنامهٔ طبری مشهور است.

## اشعار
صاحب فرهنگ جهانگیری درضمن آوردن دو واژهٔ «خسپی» و «شیشله»، دو بیت را به بلعمی نسبت داده‌است که شاید متعلق به ابوعلی بلعمی یا پدر او ابوالفضل بلعمی (معروف به بلعمی بزرگ) یا فردی از خاندان بلعمی باشد.
لازم به ذکر است که بلعمی هیچ کتاب شعری ندارد.
| دمنده چو ثغبان                      |  | درفشان چو خسپی، درافشان چو آذر |
| چون برافروزی رخ از باده کله‌سازی یله |  | دست‌هایم شیک گردد پای‌هایم شیشله |